# Перхурово (Шатурский район)
Перху́рово — деревня в Шатурском муниципальном районе Московской области, в составе сельского поселения Пышлицкое. Расположена в юго-восточной части Московской области в 4 км к западу от озера Святого. Входит в культурно-историческую местность Ялмать. Деревня известна с 1637 года.
Население — 26 чел. (2013).

## Название
В письменных источниках деревня упоминается как Перхурово или Перхурова. Название связано с Перхур, разговорной формой личного имени Порфирий. Также, возможно, происхождение названия деревни от фамилии Перхуров. Так в XVII веке среди помещиков Шеинской кромины упоминается Панкрат Семёнович Перхуров.

## Физико-географическая характеристика

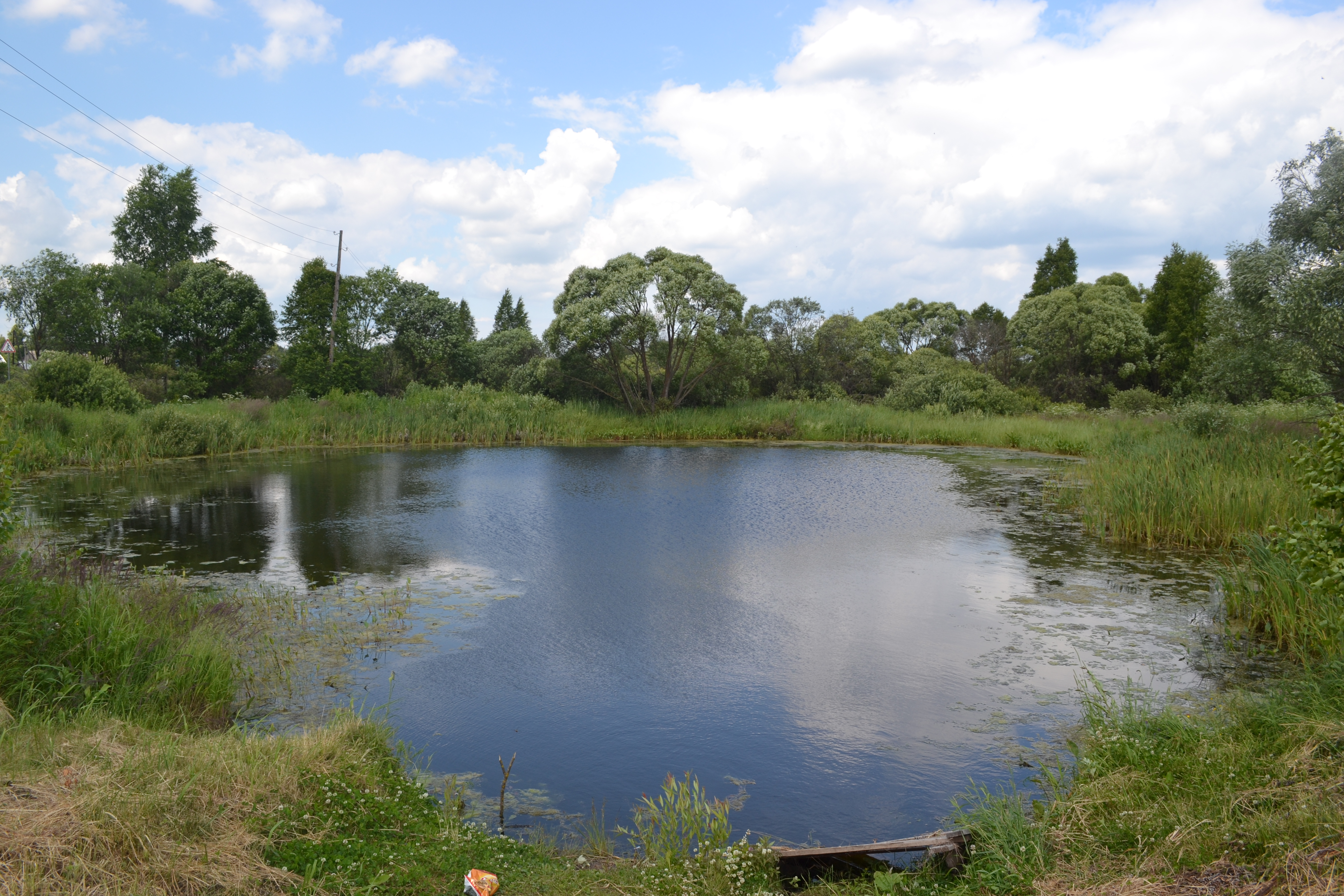
Пруд в деревне Перхурово

Деревня расположена в пределах Мещёрской низменности, относящейся к Восточно-Европейской равнине, на высоте 121 м над уровнем моря. Рельеф местности равнинный. Со всех сторон деревня, как и большинство соседних селений, окружена полями. В 2 км к западу от деревни находится продолговатый холм — Вшивая горка, вокруг которого произрастают обширные леса. В окрестностях деревни имеются родники — в 2 км к северо-западу и у шоссе к юго-востоку от деревни. В 4 км к востоку от деревни расположено озеро Святое, исток реки Пры.
По автомобильной дороге расстояние до МКАД составляет около 169 км, до районного центра, города Шатуры, — 55 км, до ближайшего города Спас-Клепики Рязанской области — 30 км, до границы с Рязанской областью — 14 км. Ближайший населённый пункт — деревня Шеино, расположенная в 1 км к юго-востоку от Перхурово.
Деревня находится в зоне умеренно континентального климата с относительно холодной зимой и умеренно тёплым, а иногда и жарким, летом. В окрестностях деревни распространены торфянисто- и торфяно-подзолистые и торфяно-болотные почвы с преобладанием суглинков и глин.
В деревне, как и на всей территории Московской области, действует московское время.

## История

### С XVII века до 1861 года

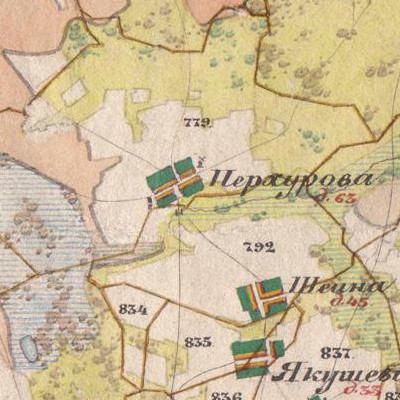
Деревня Перхурово на карте 1850 года

В XVII веке деревня Перхурово входила в Шеинскую кромину волости Муромское сельцо Владимирского уезда Замосковного края Московского царства. Первым известным владельцем деревни был князь Семён Васильевич Мосальский, представитель княжеского рода Мосальских. В писцовой книге Владимирского уезда 1637—1648 гг. Перхурово описывается как деревня на суходоле с двумя дворами, при деревне имелись пахотные земли среднего качества и сенокосные угодья: «В Шеинской кромине деревня Перхурово на суходоле. А в ней двор крестьянин Кирилко Мартынов да дети его Сенка, да Янка, да Гришка, да Мосейко, да зять их Савка Гуреев сын Шарапов, да брат его Ивашко, да племянник их Микитка Анисимов. Двор бобыль Гришка Филатов да братья его Сенка да Пронка, да племянники: Микитка Павлов сын Богданов, да Ивашко Савельев сын Бобров. Пашни паханые, середние земли и с отъезжею пашнею, что на Сутяжке да Воропонова, четыре чети, да лесом поросло семь четей в поле, а в дву по тому ж; сена около поль и на Болотном, в Пятенинском лесу, да на Малинке, двадцать копен».
После смерти князя Семёна Васильевича его поместье было отдано стольнику Ивану Михайловичу Кольцову-Мосальскому.
По данным X ревизии 1858 года, деревня принадлежала князю Николаю Борисовичу Юсупову.
По сведениям 1859 года Перхуново — владельческая деревня 1-го стана Егорьевского уезда по левую сторону Касимовского тракта, при колодцах.
На момент отмены крепостного права владельцем деревни был князь Юсупов.

### 1861—1917
После реформы 1861 года из крестьян деревни было образовано одно сельское общество, которое вошло в состав Лекинской волости.
Согласно Памятной книжке Рязанской губернии на 1868 год в деревне имелась ветряная мельница с одним поставом.
В 1885 году был собран статистический материал об экономическом положении селений и общин Егорьевского уезда. В деревне было общинное землевладение. Земля была поделена по ревизским душам. Практиковались переделы мирской земли — пашня и луга делились каждые 12-15 лет. В общине был крупный дровяной лес, который рубили ежегодно в заранее определённых отводах. Надельная земля состояла из 2-х участков, отделённых один от другого чужими владениями. Дальние полосы отстояли от деревни в полуверсте. Пашня была разделена на 58 участков. Длина душевых полос от 10 до 70 сажень, а ширина от 1 до 2 аршин. Земли не хватало, и 68 домохозяев арендовали 117 десятин луга за 446 рублей.
Почвы были супесчаные с примесью ила. Пашни ровные, местами низменные. Луга заболоченные и суходольные. Прогоны были удобные. В деревне было три пруда с плохой водой и 17 колодцев с хорошей и постоянной водой. Своего хлеба не хватало, поэтому его покупали в селе Спас-Клепиках. Сажали рожь, овёс, гречиху и картофель. У крестьян было 69 лошадей, 150 коров, 405 овец, 105 свиней, а также 110 колодок пчёл, плодовых деревьев не было. Избы строили деревянные, крыли деревом и железом, топили по-белому.
Деревня входила в приход села Телема, ближайшая школа находилась там же. В самой деревне имелась мельница, дегтярный завод, кузница, кабак на общественной земле, с которого община получала 130 рублей в год, а также часовня и пожарный сарай. Главным местным промыслом среди женщин было вязание сетей для рыбной ловли. Мужчины в большинстве занимались отхожими промыслами, местный заработок имели только один пчелинец и один дегтярник. На заработки уходил 131 плотник преимущественно в Московскую и Самарскую губернии.
По данным 1905 года в деревне имелась земская школа, часовня и казённая винная лавка. Основным отхожим промыслом оставалось плотничество. Ближайшее почтовое отделение и земская лечебница находились в селе Архангельском.
В русско-японской войне 1904—1905 гг. участвовал уроженец деревни Яковлев Андрей Никитич, служивший матросом 1-й статьи на эскадренном броненосце «Сисой Великий». В мае 1905 года Яковлев А. Н. участвовал в Цусимском сражении, попал в плен, а после окончания войны вернулся из Японии в Россию.

### 1917—1991
В 1919 году деревня Перхурово в составе Лекинской волости была передана из Егорьевского уезда во вновь образованный Спас-Клепиковский район Рязанской губернии. В 1921 году Спас-Клепиковский район был преобразован в Спас-Клепиковский уезд, который в 1924 году был упразднён. После упразднения Спас-Клепиковского уезда деревня передана в Рязанский уезд Рязанской губернии. В 1925 году произошло укрупнение волостей, в результате которого деревня оказалась в укрупнённой Архангельской волости. В ходе реформы административно-территориального деления СССР в 1929 году деревня вошла в состав Дмитровского района Орехово-Зуевского округа Московской области. В 1930 году округа были упразднены, а Дмитровский район переименован в Коробовский.
В 1930 году деревня Перхурово входила в Перхуровский сельсовет Коробовского района Московской области.
В 1930—1960-х гг. дети из деревни Перхурово посещали начальную школу, расположенную в самой деревне, а также семилетнюю (позже — восьмилетнюю) школу в Якушевичах.
В 1939 году Перхуровский сельсовет был упразднён, деревня Перхурово передана Зименковскому сельсовету.
Во время Великой Отечественной войны в армию были призваны 74 жителя деревни. Из них 17 человек погибли, 35 пропали без вести. Трое уроженцев деревни были награждены боевыми орденами и медалями:
- Брызгалов Василий Григорьевич (1925 г.р.) — служил в звании красноармейца, демобилизован в 1945 году, был награждён орденом Красной Звезды, орденом Отечественной войны II степени, орденом Славы III степени и медалью «За победу над Германией»;
- Лебощина (Строганова) Вера Ивановна (1922 г.р.) — призвана в 1942 году, демобилизована в 1945 году в звании сержанта, была награждена медалью «За победу над Германией»;
- Шамов Павел Гаврилович (1919 г.р.) — поступил в Свердловское пехотное училище в 1939 году, служил в 429-м стрелковом полку 122-й стрелковой дивизии, демобилизован в 1973 году в звании полковника, был награждён орденами Отечественной войны I и II степени, Александра Невского, Красной Звезды и медалью «За победу над Германией»[33].

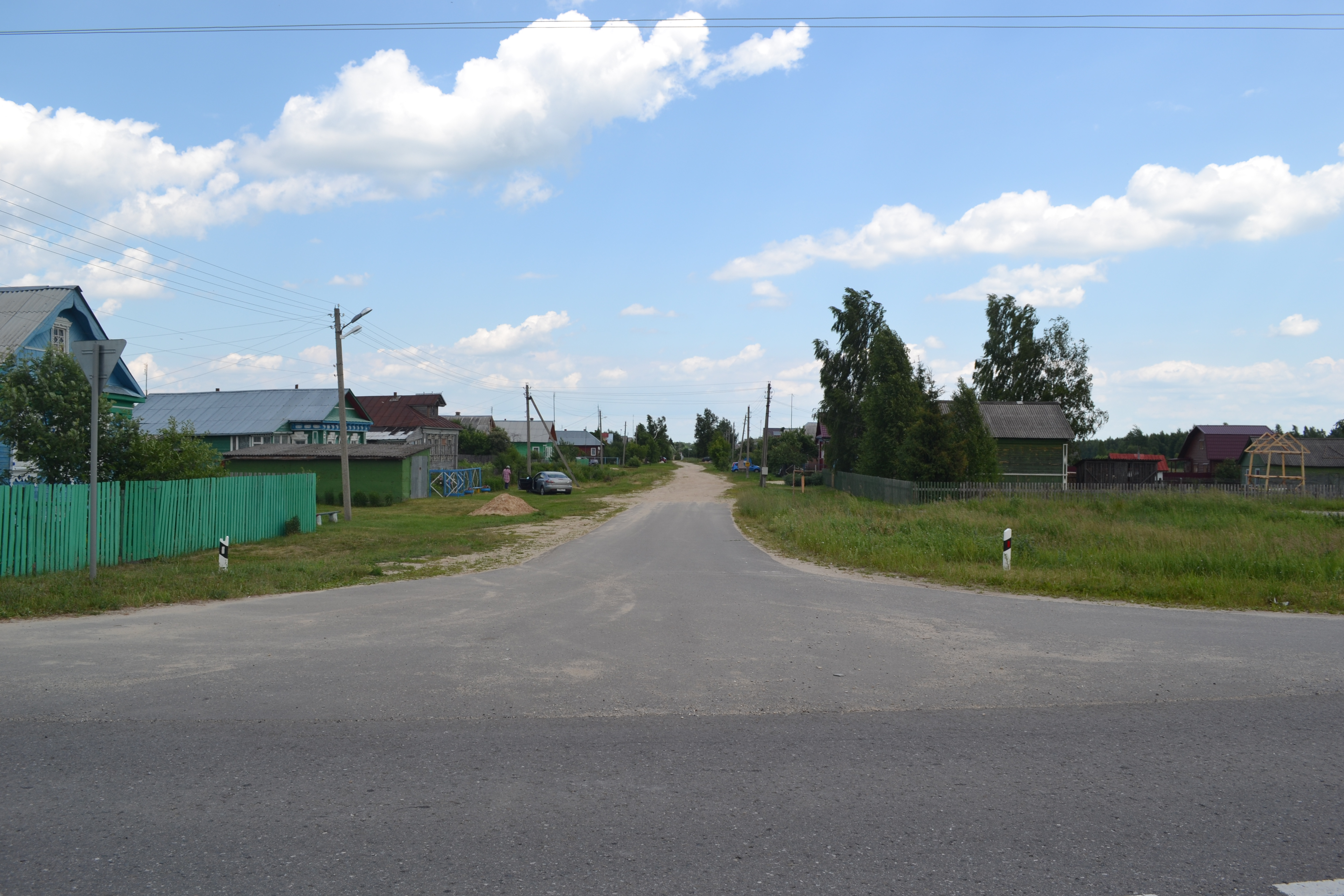
Улица в деревне

В 1951 году было произведено укрупнение колхозов, в результате которого деревня Перхурово вошла в колхоз «Путь к коммунизму».
В 1954 году деревня была передана из упразднённого Зименковского сельсовета в Лекинский сельсовет.
3 июня 1959 года Коробовский район был упразднён, Лекинский сельсовет передан Шатурскому району.
В 1960 году был создан совхоз «Пышлицкий», в который вошли все соседние деревни, в том числе Перхурово.
С конца 1962 года по начало 1965 года Перхурово входило в Егорьевский укрупнённый сельский район, созданный в ходе неудавшейся реформы административно-территориального деления, после чего деревня в составе Лекинского сельсовета вновь передана в Шатурский район.

### С 1991 года
В 1994 году в соответствии с новым положением о местном самоуправлении в Московской области Лекинский сельсовет был преобразован в Лекинский сельский округ. В 2004 году Лекинский сельский округ был упразднён, а его территория включена в Пышлицкий сельский округ. В 2005 году образовано Пышлицкое сельское поселение, в которое вошла деревня Перхурово.

## Население
| 1858 | 1859 | 1868 | 1885 | 1905 | 1970 | 1993 |
| ---- | ---- | ---- | ---- | ---- | ---- | ---- |
| 600  | ↘550 | ↗640 | ↘574 | ↗748 | ↘148 | ↘41  |
| 2002 | 2006 | 2010 | 2011 | 2013 |      |      |
| ↘36  | ↗37  | ↘36  | →36  | ↘26  |      |      |

Первые сведения о жителях деревни встречаются в писцовой книге Владимирского уезда 1637—1648 гг., в которой учитывалось только податное мужское население (крестьяне и бобыли). В деревне Перхурово было два двора: один крестьянский двор, в котором проживало 8 мужчин, и один бобыльский двор с 5 бобылями.
В переписях за 1858 (X ревизия), 1859 и 1868 годы учитывались только крестьяне. Число дворов и жителей: в 1850 году — 63 двора; в 1858 году — 271 муж., 329 жен.; в 1859 году — 62 двора, 271 муж., 279 жен.; в 1868 году — 65 дворов, 314 муж., 326 жен.
В 1885 году был сделан более широкий статистический обзор. В деревне проживало 565 крестьян (90 дворов, 278 муж., 287 жен.), из 98 домохозяев 9 не имели своего двора, а у одного было две избы. Кроме того, в деревне проживало 3 семьи, не приписанных к крестьянскому обществу (7 мужчин и 2 женщины, своего двора не имели). На 1885 год грамотность среди крестьян деревни составляла 10 % (58 человек из 565), также было 9 мальчиков посещавших школу.
В 1905 году в деревне проживало 748 человек (109 дворов, 360 муж., 388 жен.). Со второй половины XX века численность жителей деревни постепенно уменьшалась: в 1970 году — 49 дворов, 148 чел.; в 1993 году — 39 дворов, 41 чел.; в 2002 году — 36 чел. (13 муж., 23 жен.).
По результатам переписи населения 2010 года в деревне проживало 36 человек (10 муж., 26 жен.), из которых трудоспособного возраста — 11 человек, старше трудоспособного — 24 человека, моложе трудоспособного — 1 человек.
Жители деревни по национальности в основном русские (по переписи 2002 года — 89 %).
Деревня входила в область распространения Лекинского говора, описанного академиком А. А. Шахматовым в 1914 году.

## Социальная инфраструктура
Ближайший магазин, сельский клуб и библиотека расположены в деревне Шеино. Медицинское обслуживание жителей деревни обеспечивают фельдшерско-акушерский пункт в Шеино, Пышлицкая амбулатория, Коробовская участковая больница и Шатурская центральная районная больница. Ближайшее отделение скорой медицинской помощи расположено в Дмитровском Погосте. Среднее образование жители деревни получают в Пышлицкой средней общеобразовательной школе.
Пожарную безопасность в деревне обеспечивают пожарные части № 275 (пожарные посты в селе Дмитровский Погост и деревне Евлево) и № 295 (пожарные посты в посёлке санатория «Озеро Белое» и селе Пышлицы).
Деревня электрифицирована, но не газифицирована. Центральное водоснабжение отсутствует, потребность в пресной воде обеспечивается общественными и частными колодцами.
Для захоронения умерших жители деревни, как правило, используют кладбище, расположенное около села Пятница. До середины XX века рядом с кладбищем находилась Пятницкая церковь, в состав прихода которой входила деревня Перхурово.

## Транспорт и связь
Через деревню проходит асфальтированная автомобильная дорога общего пользования Дубасово-Пятница-Пестовская, на которой имеется остановочный пункт маршрутных автобусов «Перхурово».
Деревня связана автобусным сообщением с районным центром — городом Шатурой и станцией Кривандино (маршрут № 27), селом Дмитровский Погост и деревней Гришакино (маршрут № 40), а также с городом Москвой (маршрут № 327, «Перхурово — Москва (м. Выхино)»). Ближайшая железнодорожная станция Кривандино Казанского направления находится в 45 км по автомобильной дороге.
В деревне доступна сотовая связь (2G и 3G), обеспечиваемая операторами «Билайн», «МегаФон» и «МТС».
Ближайшее отделение почтовой связи, обслуживающее жителей деревни, находится в селе Пышлицы.